# Номерні знаки Північної Македонії

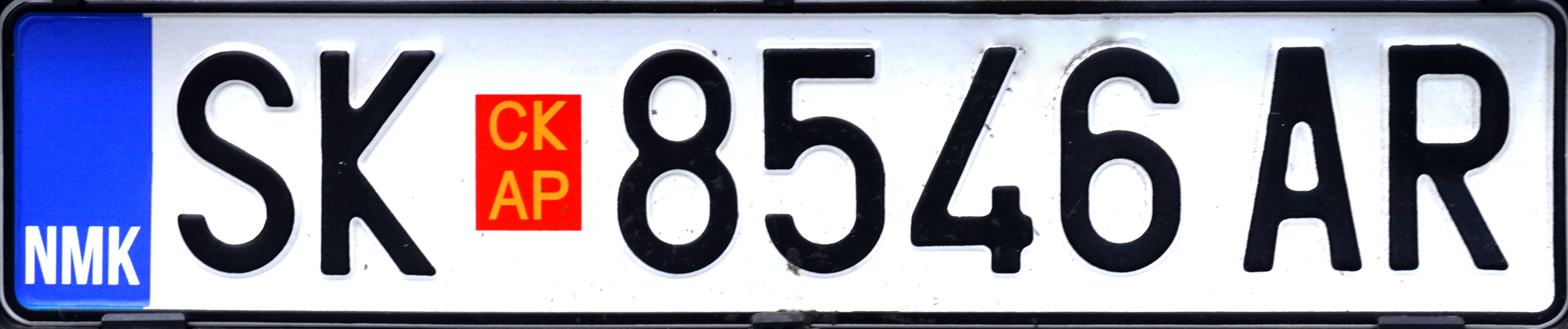
Новий зразок номерного знака Північної Македонії (з лютого 2019 року).

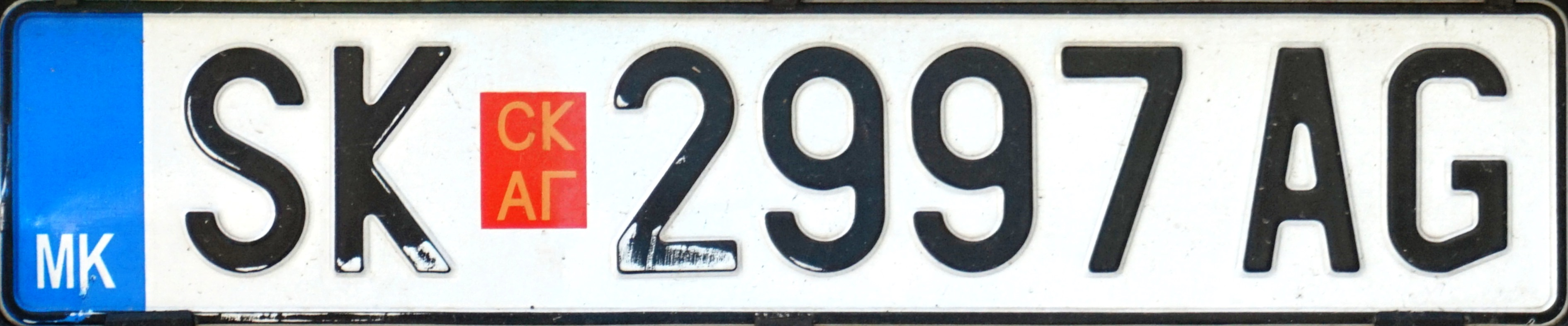
Номерний знак у 2012–2019 роках.

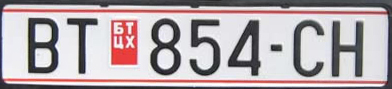
КНомерний знак у 1993–2012 роках. Перебуває в обігу.

Карта чинних реєстраційних кодів регіонів з 2015 року.

Карта реєстраційних кодів у 2013–2015 роках.

Карта реєстраційних кодів у 2012–2013 роках.

Карта реєстраційних кодів у 1993–2012 роках.

Автомобільні номерні знаки Північної Македонії використовуються для реєстрації транспортних засобів у Північній Македонії. Вони використовуються для перевірки законності використання, наявності страхування та ідентифікації транспортних засобів.
Реєстраційні знаки транспортних засобів Північної Македонії містять двобуквенний код регіону, за яким слідує 4-значний цифровий код (до 2012 року — 3 цифри) і 2-буквений літерний код (наприклад, SK 2345 MG). Ліворуч — блакитне поле з міжнародним кодом країни для Північної Македонії — NMK (до 2019 року — МК).
Цифровий код містить комбінацію з чотирьох цифр (0-9), а дволітерний код складається з комбінації літер з використанням англійського алфавітного порядку.
Стандартні номерні знаки автомобіля, розміри 520 мм (20 дюймів) × 110 мм (4,3 дюйма).
З 1993 по 20 лютого 2012 року діяло десять кодів: BT, GV, KU, OH, PP, SK, SR, ŠT, TE і VE.
20 лютого 2012 року, крім десяти існуючих, було введено сім нових кодів: GE, KA, KI, KO, KP, RA і SU.
1 березня 2013 року, крім сімнадцяти існуючих, було введено шість нових кодів: BE, DE, NE, RE, SN і VI.
1 вересня 2013 року, крім двадцяти трьох існуючих, був введений ще один новий код: VV.
4 липня 2015 року, крім двадцяти чотирьох існуючих, було введено сім нових кодів: DB, DK, MB, MK, KR, PS та VA.

## Коди
Македонські реєстраційні коди в алфавітному порядку:
| Код | Регіон               | Общини                                                                                 | Приклад |
| --- | -------------------- | -------------------------------------------------------------------------------------- | ------- |
| BE  | Берово               | Берово, Пехчево                                                                        |         |
| BT  | Бітола               | Бітола, Демир-Хисар, Крушево, Могила, Новаці                                           |         |
| DB  | Дебар                | Дебар, Центр-Жупа                                                                      |         |
| DE  | Делчево              | Делчево                                                                                |         |
| DK  | Демир-Капія          | Демир-Капія                                                                            |         |
| GE  | Гевгелія             | Гевгелія, Богданці, Дойран                                                             |         |
| GV  | Гостивар             | Гостивар, Врапчиште, Маврово і Ростуша                                                 |         |
| KA  | Кавадарці            | Кавадарці, Росоман                                                                     |         |
| KI  | Кичево               | Кичево                                                                                 |         |
| KO  | Кочани               | Кочани, Зрновці, Чешиново-Облешево                                                     |         |
| KR  | Кратово              | Кратово                                                                                |         |
| KP  | Крива Паланка        | Крива Паланка, Ранковце                                                                |         |
| KU  | Куманово             | Куманово, Липково, Старо-Нагоричане                                                    |         |
| MB  | Македонський Брод    | Македонський Брод, Пласниця                                                            |         |
| MK  | Македонська-Камениця | Македонська-Камениця                                                                   |         |
| NE  | Неготино             | Неготино                                                                               |         |
| OH  | Охрид                | Охрид, Дебарця                                                                         |         |
| PP  | Прилеп               | Прилеп, Долнени, Кривогаштани                                                          |         |
| PS  | Пробиштип            | Пробиштип                                                                              |         |
| RA  | Радовиш              | Радовиш, Конче                                                                         |         |
| RE  | Ресен                | Ресен                                                                                  |         |
| SK  | Скоп'є               | Скоп'є, Арачиново, Зелениково, Ілинден, Петровець, Сопиште, Студеничани, Чучер-Сандево |         |
| SN  | Светий Николе        | Светий Николе, Лозово                                                                  |         |
| SU  | Струга               | Струга                                                                                 |         |
| SR  | Струмиця             | Струмиця, Босилово, Василево, Ново-Село                                                |         |
| ST  | Штип                 | Штип, Карбинці                                                                         |         |
| TE  | Тетово               | Тетово, Боговинє, Брвениця, Желино, Єгуновце, Теарце                                   |         |
| VA  | Валандово            | Валандово                                                                              |         |
| VE  | Велес                | Велес, Градсько, Чашка                                                                 |         |
| VI  | Виниця               | Виниця                                                                                 |         |
| VV  | Вевчани              | Вевчани                                                                                |         |

### Застарілий код
| Code | Location      | Notes                                                                                   |
| ---- | ------------- | --------------------------------------------------------------------------------------- |
| TV   | Велес (місто) | Місто перейменовано з Тітов Велес на Велес у 1996 році. Регіону присвоєно новий код VE. |

## Спеціальні номерні знаки
- Номерні знаки дипломатичного корпусу мають чорний фон, а код складається з двох цифр, що вказують на країну або дипломатичну місію, дві літери CC (для консульського корпусу) або CD (для дипломатичного корпусу), після чого цифри.
- Дилерські номери місять смугу тексту регіону, а потім «ПРОБА».
- У тимчасових номерах остання літера групи з двох замінюється цифрою 9.
- Міліцейські номери місять шість цифр у дві групи, а шрифт — блакитний (тільки задня пластина).

## Коди дипломатичних місій та міжнародних організацій
| Код | Країна або міжнародна організація |
| --- | --------------------------------- |
| 01  | Словенія                          |
| 02  | Туреччина                         |
| 03  | Велика Британія                   |
| 04  | Німеччина                         |
| 05  | Данія                             |
| 06  | КНР                               |
| 07  | Болгарія                          |
| 08  | Швеція                            |
| 09  | Франція                           |
| 10  | Швейцарія                         |
| 11  | Нідерланди                        |
| 12  | Албанія                           |
| 13  | Бельгія                           |
| 14  | Боснія і Герцеговина              |
| 15  | Росія                             |
| 16  | Італія                            |
| 17  | Фінляндія                         |
| 18  | Японія                            |
| 19  | Румунія                           |
| 20  | Чехія                             |
| 21  | Іспанія                           |
| 22  | Австрія                           |
| 23  | Хорватія                          |
| 24  | Єгипет                            |
| 25  | США                               |
| 26  | Південна Корея                    |
| 27  | Греція                            |
| 28  | Угорщина                          |
| 29  | Сербія                            |
| 30  | Іран                              |
| 31  | Польща                            |
| 32  | Таїланд                           |
| 33  | Канада                            |
| 34  | Норвегія                          |
| 35  | Ізраїль                           |
| 36  | Європейський Союз                 |
| 37  | Мальта                            |
| 38  | Україна                           |
| 39  | Словаччина                        |
| 40  | Австрія                           |
| 41  | Грузія                            |
| 42  | Ірландія                          |
| 43  | Гана                              |
| 44  | Чорногорія                        |
| 45  | Молдова                           |
| 46  | Литва                             |
| 47  | Кувейт                            |
| 48  | В'єтнам                           |
| 49  | Катар                             |
| 50  | Пакистан                          |
| 51  | Азербайджан                       |
| 52  | Перу                              |
| 53  | Латвія                            |
| 55  | Індія                             |
| 56  | Уругвай                           |
| 57  | Ісландія                          |
| 58  | Марокко                           |
| 59  | Косово                            |
| 60  | Ватикан                           |
| 61  | Йорданія                          |
| 62  | Індонезія                         |
| 63  | Естонія                           |
| 64  | Габон                             |
| 65  | Монголія                          |
| 66  | ПАР                               |
| 67  | Гвінея                            |
| 68  | Бангладеш                         |
| 69  | Куба                              |
| 70  | Саудівська Аравія                 |
| 71  | Ангола                            |
| 72  | Того                              |
| 73  | Вірменія                          |
| 74  | Білорусь                          |
| 75  | ОАЕ                               |
| 76  | Буркіна-Фасо                      |

| Код | Міжнародна організація                                 |
| --- | ------------------------------------------------------ |
| 79  | EUPOL PROXIMA                                          |
| 81  | Європейське агентство з реконструкції                  |
| 82  | UNMIK                                                  |
| 85  | ВООЗ                                                   |
| 86  | НАТО                                                   |
| 87  | Міжнародна організація з міграції                      |
| 88  | Світова продовольча програма                           |
| 89  | Міжнародний рух Червоного Хреста і Червоного Півмісяця |
| 90  | Європейський центральний банк                          |
| 91  | Управління Верховного комісара ООН у справах біженців  |
| 92  | ОБСЄ                                                   |
| 93  | UNICEF                                                 |
| 94  | Німецьке товариство міжнародного співробітництва       |
| 95  | ООН                                                    |
| 96  | МВФ                                                    |
| 97  | Світовий банк                                          |
| 100 | Рада Європи                                            |
| 101 | Програма розвитку ООН                                  |
| 102 | Ґете-Інститут                                          |

## Галерея

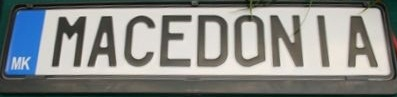
Персональний знак.
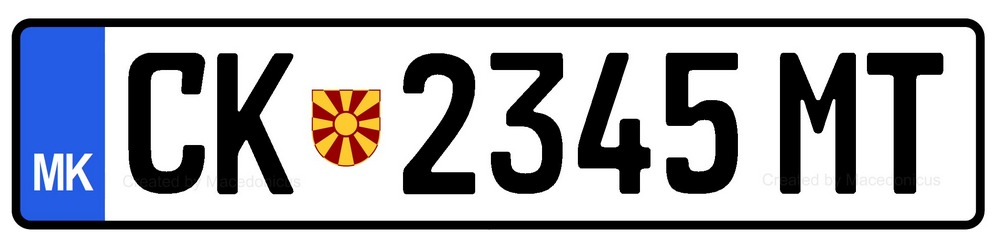
Зразок номера від лютого 2019 року з кодом країни «NMK».
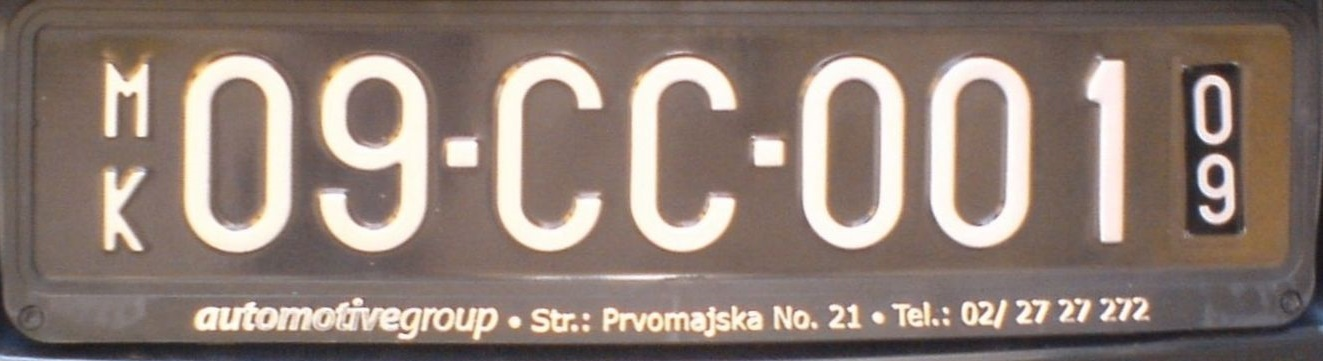
Номери французького консульства.
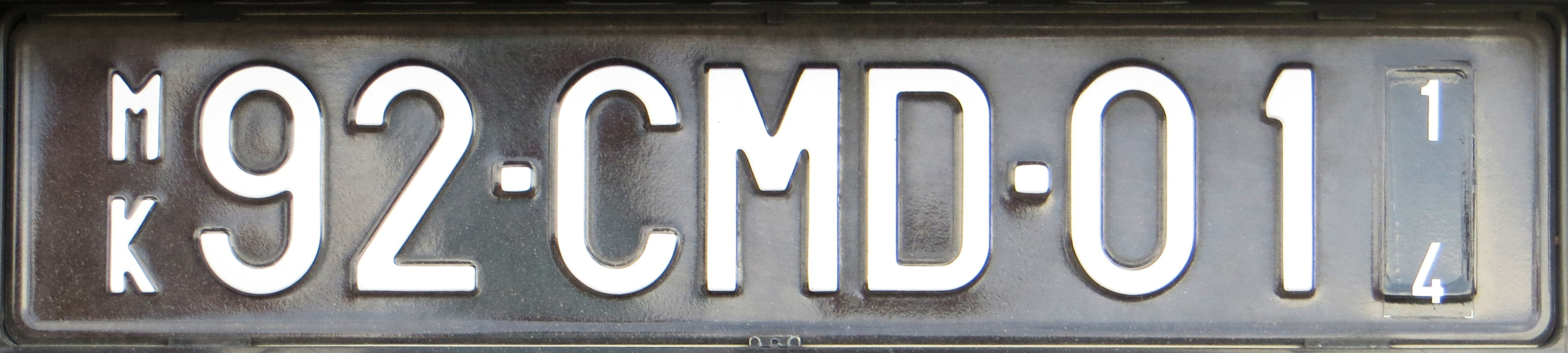
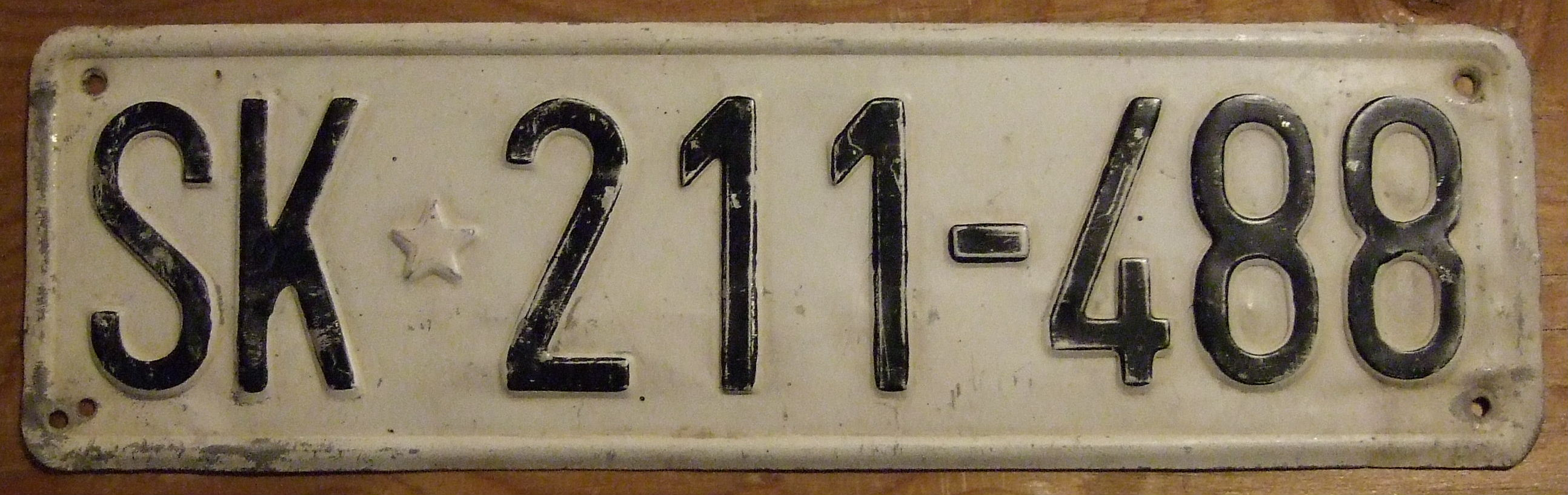
Югославський формат номера (регіон Скоп'є).